# Leucauge iraray
Leucauge iraray este o specie de păianjeni din genul Leucauge, familia Tetragnathidae, descrisă de Alberto Barrion și Litsinger, 1995.
Este endemică în Filipine. Conform Catalogue of Life specia Leucauge iraray nu are subspecii cunoscute.